# Odynerus ruficaudis
Odynerus ruficaudis är en stekelart som beskrevs av Cameron 1906. Odynerus ruficaudis ingår i släktet lergetingar, och familjen Eumenidae. Inga underarter finns listade i Catalogue of Life.